# 플라이트 리스크
《플라이트 리스크》(영어: Flight Risk)는 2025년 개봉한 미국의 스릴러 영화로, 멜 깁슨이 감독을 맡았다.

## 출연진
- 마크 월버그 - 대릴 부스
- 토퍼 그레이스 - 윈스턴
- 미셸 도커리 - 매들린 해리스